# Estación de Vaumarcus
La estación de Vaumarcus es la principal estación ferroviaria de la comuna suiza de Vaumarcus, en el Cantón de Neuchâtel.

## Historia y situación
La estación de Vaumarcus fue inaugurada en el año 1859 con la puesta en servicio del tramo Yverdon-les-Bains - Vaumarcus de la línea Olten - Lausana, también conocida como la línea del pie del Jura. En ese mismo año se inauguró el tramo Vaumarcus - Le Landeron.
Se encuentra ubicada en el borde sureste del núcleo urbano de Vaumarcus. Cuenta dos andenes laterales a los que acceden dos vías pasantes.
En términos ferroviarios, la estación se sitúa en la línea Olten - Lausana, que prosigue hacia Ginebra y la frontera francosuiza, conocida como la línea del pie del Jura. Sus dependencias ferroviarias colaterales son la estación de Gorgier-Saint-Aubin hacia Olten y la estación de Concise en dirección Lausana.

## Servicios ferroviarios
Los servicios ferroviarios de esta estación están prestados por SBB-CFF-FFS:

### Regional
- R Yverdon-les-Bains - Neuchâtel. Circulan en las horas punta. Algunos servicios finalizan su recorrido en Morges.